# Andrew Jackson Davis
Andrew Jackson Davis  (Blooming Grove, Nova Iorque, 11 de agosto de 1826 — Watertown, Massachusetts, 13 de janeiro de 1910) foi um clarividente norte-americano, autor de The Principles of Nature, Her Divine Revelations and a Voice to Mankind, dentre outros livros.

## Biografia

### Infância
Nasceu em uma família humilde num vilarejo às margens do rio Hudson. O seu pai não tinha emprego fixo e era alcoólatra. A sua mãe, embora sem estudos, era muito religiosa. Os problemas financeiros da família faziam com que mudassem constantemente de cidade, o que impediu que Davis frequentasse a escola com regularidade, tendo apenas alguns anos de estudo em toda a sua vida. Desde cedo tornou-se aprendiz de sapateiro como um meio de obter uma renda para a família e para si.
Em 1838, os Davis mudaram-se para a cidade de Poughkeepsie.

### A descoberta do Mesmerismo

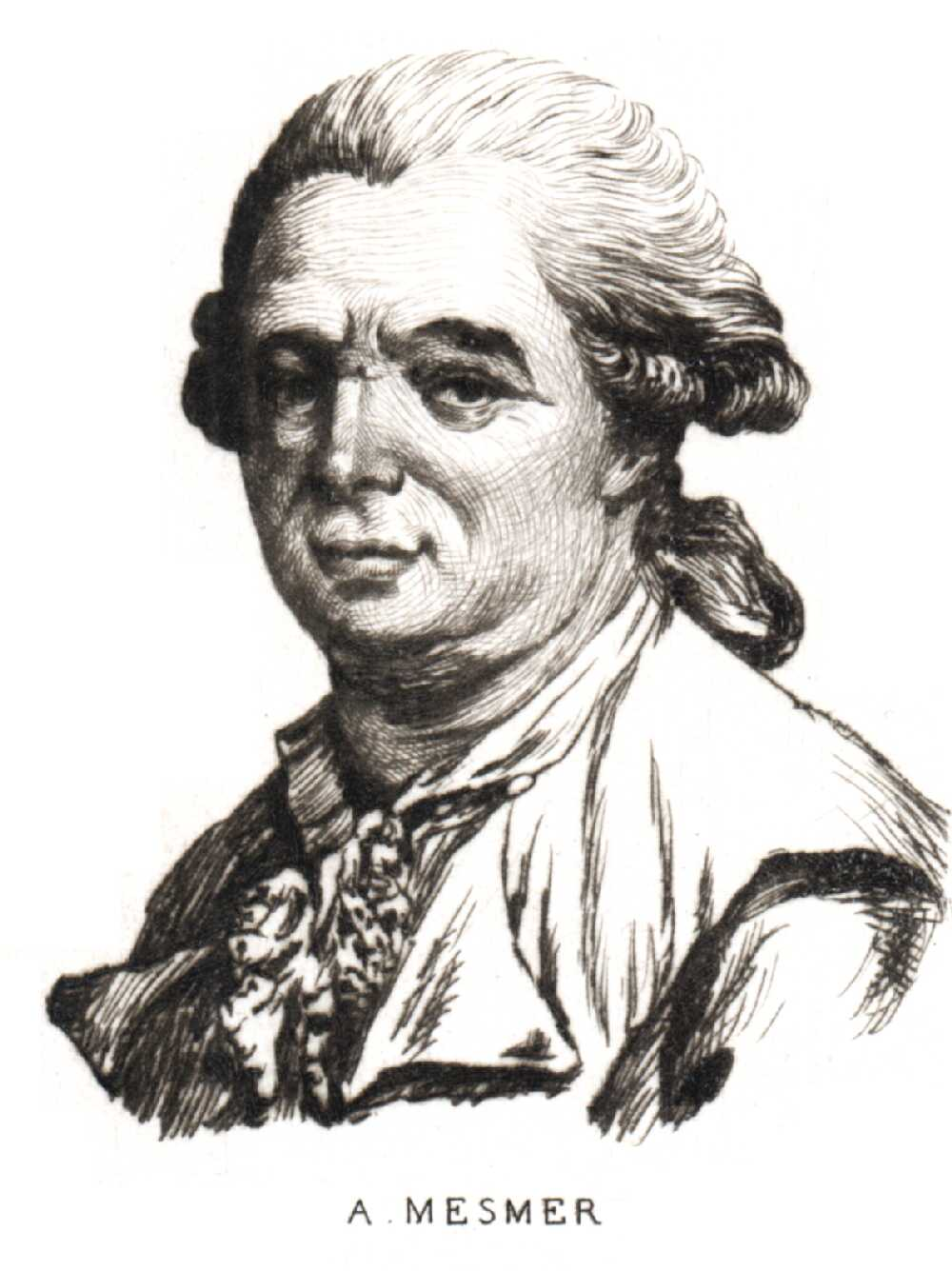
Franz Anton Mesmer, uma das principais influências de Davis

Em 1843, quando tinha apenas dezessete anos, Davis assistiu a uma palestra do Dr. Grimes, professor no Castleton Medical College, que lhe chamou a atenção, sobre as técnicas de "magnetização animal" criadas pelo médico suábio Franz Anton Mesmer e que vinham sendo utilizadas à época como terapia em busca da cura para diversos tipos de enfermidades.
Segundo Mesmer, o suposto "magnetismo animal" ou "fluido vital" seria um estado particular de vibração (ou "tom de movimento", em suas palavras) do fluido universal. "Nem a luz, nem o fogo, nem a eletricidade, nem o magnetismo e nem o som são substâncias, mas sim efeitos do movimento nas diversas séries do fluido universal", definiu o pesquisador.
A princípio, Davis não teve muito sucesso em aplicar essas técnicas, mas, tempos depois, um saltimbanco que utilizava os fenômenos produzidos pelo "magnetismo animal", que viera à cidade juntamente com um grupo de outros artistas itinerantes que se exibiam em feiras públicas, conseguiu levar Davis a um estado avançado de transe, onde teria demonstrado um elevado poder de clarividência. Um alfaiate da cidade chamado William Livingston, que era também versado no mesmerismo, ficou impressionado com o que aconteceu com Davis e procurou convencê-lo a se submeter a outras experiências sob a sua supervisão.
Durante o transe, Davis afirmava que podia entrar em um estado de superconsciência que lhe permitia entender o universo por meio da clarividência e, aparentemente, o seu nível cultural tinha se ampliado enormemente, podendo dissertar sobre os mais complexos assuntos, que incluíam filosofia, psicologia, educação, saúde e política.
Davis também diagnosticava doenças e prescrevia tratamentos que normalmente funcionavam. Ele afirmava que, durante o transe, os corpos físicos das pessoas se tornavam translúcidos e que cada órgão saudável possuía um padrão de luminosidade próprio, que diminuía consideravelmente de intensidade em caso de moléstias. Segundo ele, seria desta forma que era possível identificar e tratar as doenças. Davis assegurava que essa visão espiritual tinha origem em algum ponto no centro de sua testa.

### Uma experiência incomum
Na tarde de 6 de março de 1844, Davis afirmou ter sido inesperadamente envolvido por uma força que o fez levitar e o teria conduzido em uma rápida jornada, em um estado de semi-transe, de Poughkeepsie até às montanhas Catskill, que estavam a 60 quilômetros de distância. Lá, Davis teria se encontrado com dois anciões, que ele identificou como sendo o filósofo e médico grego Cláudio Galeno e o místico sueco Emanuel Swedenborg, que lhe ministraram conhecimentos em medicina e filosofia moral. Segundo Davis, essa experiência havia lhe possibilitado uma grande iluminação intelectual.

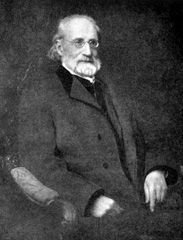
Andrew Jackson Davis, em 1900

Em 1846, Davis com apenas vinte anos de idade, começou a ditar um livro baseado nessas revelações durante um período de quinze meses. O livro foi publicado em 1847, quando ele tinha 21 anos de idade. O conteúdo do livro tratava de diversos assuntos de cunho espiritualista, que incluíam os sete planos da existência, saúde mental e física, astronomia, física, química, filosofia, política, dentre outros. Durante esse tempo, foi escolhido para Davis um novo magnetizador, o Dr. Lyon. Os ditados, compilados, deram origem ao seu primeiro livro, The Principles of Nature, Her Divine Revelations, and a Voice to Mankind. As anotações dos ditados de Davis foram feitas pelo Reverendo Fishbough.
Depois dessas experiências, Davis, que havia deixado o ofício de sapateiro havia apenas dois anos, decidiu dedicar-se em tempo integral ao tratamento espiritual de pessoas que o procuravam e aos ditados em estado de transe, que foram compilados em outros livros, notadamente The Great Harmonia em seis volumes, transcritos entre os anos de 1850 e 1861.
A partir dos 21 anos de idade, Davis já conseguia entrar em estado de transe profundo sem o auxílio de um magnetizador.

### Velhice
Em seus últimos anos, Davis mudou-se para Boston, abriu uma pequena livraria e continuou com a tarefa de prescrever tratamentos com ervas aos seus pacientes.
Andrew Jackson Davis faleceu em 1910, aos 84 anos de idade. Em seu caderno de notas, foi encontrada a seguinte passagem, datada de 31 de março de 1848:
| “ | Esta madrugada, um sopro quente passou pela minha face e ouvi uma voz, suave e forte, que me disse: 'Irmão, um bom trabalho foi começado. Olha!, surgiu uma demonstração vivente [...] Fiquei pensando o que queria dizer aquela mensagem. | ” |

Nesta mesma data, na pequena cidade de Hydesville, fenômenos que foram mais tarde classificados como "poltergeist", começaram a ocorrer na residência da família Fox.

## Influências e legado
Davis foi muito influenciado por Swedenborg e pelos Shakers, que reimprimiram o louvor panegírico de Ann Elizabeth Lee, no livro Sketch of Shakers and Shakerism (1884) (1884).
Edgar Allan Poe foi inspirado por Davis, cujas palestras sobre mesmerismo ele participou, sendo reproduzidas na escrita de "os fatos no caso do senhor Valdemar(1845)" e Revelação Mesmérica.
Biblioteca completa de Davis está agora alojado no interior da Biblioteca Edgar Cayce. Muito antes do espiritismo de Allan Kardec, Davis já havia codificado e lançado as bases do espiritualismo anglo-saxão. Kardec antes de fundar o Espiritismo teve contato com a obra de Davis.
Davis cunhou o termo "lei da atração".

## Obras
- The Principles of Nature, Her Divine Revelations, and a Voice to Mankind (1847)
- The Great Harmonia (1850-1861)
- The Philosophy of Special Providences (1850)
- The Magic Staff: an Autobiography (1857)
- A Stellar Key to the Summer Land (1868)
- Views of Our Heavenly Home (1878)